# 麥潔文
麥潔文（英語：Connie Mak Kit Man，1954年12月19日—），原名麥潔雯，外號「Kitman」，香港女歌手，現任歌唱导師，出道初期開始以「麥潔文」作為藝名至今，原因出於唱片公司認為這有利她的發展，1992年婚後开始淡出娛樂圈，近年偶爾受邀担任演唱會嘉賓。

## 个人背景
麥潔文生於香港，家中有一姊一妹兩弟，父親是一名幫辦，曾是軍隊中的電報員。她早年先後就讀於東莞同鄉會學校（1965年小六下午校）、樂道中學何文田舊校及聖公會聖本德中學（1972年中五），小學階段跟胞姊一樣留級一年，小五開始參與籃球活動，中學階段是籃球校隊成員，在籃球比賽奪冠。她其後被母親遊說參加1977年的香港小姐競選（当时22岁）；入圍前15名，最終因身體不適突然退選決賽，之後任職會計多年。
1979年，麥潔文陪朋友跟歌唱老師上課學唱歌3個月，在無心插柳下參加由無綫電視舉辦的「一九七九年業餘歌唱大賽」（同屆對手有蔡楓華），以歌唱老師為她選的的《簾捲西風》奪冠，因而進入樂壇，初年演出《歡樂今宵》和獲歌唱老師介紹到彌敦道新興大廈地庫的愛群歌劇院唱歌，未幾被香泰統一公司賞識推出首張唱片《前塵莫追究》。同期於1982年11月受周聰邀請加入香港商業電台接受馮偉棠與孔祥馨訓練，1983年2月起主持商業一台廣播節目《空中俱樂部》兩年，又簽約香港電台電視部參演《陽光下的孩子》。
麦洁文成名於1980年代，曾經紅極一時，代表作有《萊茵河之戀》、《夜夜痴纏》、《斷》、電視劇《江湖浪子》同名主題曲《江湖浪子》、剧中插曲《难忘的你》及《偏偏惹恨爱》、电视剧《大香港》主題曲《愛的尋覓》、《路黑山高錫人夜》、《勁舞Dancing Queen》等；1985年兩度在紅磡香港體育館舉辦個人演唱會。1989年由於其經理人陳淑芬與無綫出現合約糾紛，麥潔文與寶麗金原亞太區高層陳任離開唱片公司，並與效力於同一經理人及唱片公司的柏安妮雙雙轉投亞視參演電視劇集，更轉投黎小田名下的唱片公司。其後與藝人江華結婚並轉型為歌唱老師，培育了不少演藝界人才，如郭富城、黃伊汶、朱茵、黃泆潼、文凱婷。
麥潔文於2010年復出參加娛樂唱片主辦的《金曲娛樂真經典演唱會》，2015年參加廣州及澳門舉行的《顧嘉煇榮休盛典演唱會》，2016年參加《歌詞大師盧國沾作品演唱會》，其出色表現受觀眾關注。2019年10月16日，她於麥花臣球場舉行《BACK月黑風高旺角夜麥潔文MUSIC 2019》演唱會。2020年5月，她有份聯署支持港版國安法。 2020年10月，前香港特首梁振英在社交平台上轉發一份被指是違反《個人資料（私隱）條例》的反修例涉案教師資料，麥潔文在其帖文中以簡體字留言大讚：「好有用的資料，会轉發到家長組。」，被網民圍剿惹熱議。

## 軼聞

### 《夜夜痴纏》傳聞
傳聞香港各電台曾經禁播麥潔文1984年主唱電影《靈氣迫人》主題曲《夜夜痴纏》，因為歌曲音樂會引起鬧鬼事件，但麥潔文不信這個傳聞，多年來每次演唱會中也會唱這歌曲。另香港商業電台深宵節目《一切從音樂開始》主持余宜發多次在節目中播出《夜夜痴纏》。這首歌亦是多倫多的加拿大中文電台節目《星空奇談》的主題曲。

## 家庭
1992年，麥潔文与男藝人江華正式宣佈結婚，目前育有一子一女。她們的女兒陳薔天亦加入娛樂圈成為歌手，被指遺傳了其母親的美聲。

## 音樂作品

### 個人專輯
| #  | 專輯名稱      | 專輯類型    | 發行公司   | 發行日期       | 曲目 |
| -- | ------------- | ----------- | ---------- | -------------- | --- |
| 1  | 前塵莫追究    | 大碟        | 香泰統一   | 1981年         | 曲目 1. 前塵莫追究 2. 雨中情 3. 簾捲西風 4. 情人行 5. 輕舞念情 6. 何去何從 7. 沙灘上的月亮（香港電台廣播劇《沙灘上的月亮》主題曲） 8. 落櫻片片 9. 小情花 10. 無謂說歸期 11. 燭光 12. 笑 |
| 2  | 萊茵河之戀    | 大碟        | 娛樂唱片   | 1983年         | 曲目 1. 萊茵河之戀 2. 等君這一句 3. 螳螂與我 4. 小小百合花（電影《岳家小將》主題曲） 5. 何必吞吞吐 6. 怎樣醉 7. 寂靜深秋 8. 愛的潮浪 9. 愛你怎會這麼真 10. 共享歡笑聲 11. 我不愛你 12. 朋友告訴我 |
| 3  | 黃金約會      | 大碟        | 娛樂唱片   | 1984年2月      | 曲目 1. 黃金約會（無線電視劇《黃金約會》主題曲） 2. 唐吉珂德 3. 龍壁懷古 4. 勸君一切莫記 5. 愛是甚麼 6. 愛情遊戲 7. 緣份生倒刺 8. 煩惱自尋 9. 留住今天這份愛 10. 忘掉我 11. 我心裡恨你 12. 不要你如何 |
| 4  | 江湖浪子      | 大碟        | 娛樂唱片   | 1984年10月     | 曲目 1. 江湖浪子（無線電視劇《江湖浪子》主題曲） 2. 愛跳舞的少女 3. 夜夜癡纏（電影《靈氣迫人》主題曲） 4. 電光霹靂舞士 5. 劍影淚痕（無線電視劇《青鋒劍影》主題曲） 6. 難忘的你（無線電視劇《江湖浪子》插曲） 7. 陽光下的孩子（香港電台電視劇《陽光下的孩子》主題曲） 8. 偏偏惹恨愛（無線電視劇《江湖浪子》插曲） 9. 不想再迷惘 10. 歸去吧 11. 獨自追憶過去 12. 最孤寂時分 |
| 5  | 大香港        | 大碟        | 娛樂唱片   | 1985年6月      | 曲目 1. 愛的尋覓（無線電視劇《大香港》主題曲） 2. 我是豪放 3. 斷 4. 少囉嗦 5. 怒劍狂花（無線電視劇《怒劍狂花》主題曲） 6. 曾經愛過 7. 我心換你心 8. 愛情絕緣體 9. 我的根源 10. 說出你的愛（無線電視劇《大香港》插曲） 11. 感情的鎖扣 12. 休說日後 |
| 6  | 麥潔文        | 大碟        | 新藝寶唱片 | 1986年10月     | 曲目 1. 勁舞Dancing Queen 2. 濃妝舞台 3. 亂 4. 可否 5. 一千個不願意 6. Miracle（張國榮合唱） 7. 不肯帶走 8. 路黑山高錫人夜 9. 蠍色心臟 10. 磨擦 11. 等待Sunday |
| 7  | Dancing Queen | EP          | 新藝寶唱片 | 1987年         | 曲目 1. 蠍色心臟（是我錯）（Remix Version） 2. 勁舞Dancing Queen（Remix Version） 3. 路黑山高錫人夜（Remix Version） 4. 蠍色心臟（是我錯） |
| 8  | Come On Rock  | 大碟        | 新藝寶唱片 | 1988年1月      | 曲目 1. 孤單在等 2. 搖擺我 3. 抹去界限線 4. 自作自受 5. 豹伴 6. 眼看手勿動 7. 沒哭聲的女子 8. 母親的筆記 9. 兩者之間（齊成合唱） 10. 絕望 |
| 9  | Kitman Remix  | EP          | 新藝寶唱片 | 1988年6月      | 曲目 1. 點解要走 2. 眼看手勿動（Remix Version） 3. 搖擺我（Remix Version） 4. 豹伴（Remix Version） |
| 10 | 迷亂          | 大碟        | 新藝寶唱片 | 1988年11月     | 曲目 1. Girl Friend 2. 迷亂 3. 我忍 4. 情心未改 5. 擊倒 6. 觀鳥 7. 將錯就錯（梁榮駿合唱） 8. 望星 9. 週未舞曲 10. 四季情 |
| 11 | 精選曲集      | 精選        | 娛樂唱片   | 1989年1月11日  | 曲目 1. 萊茵河之戀 2. 斷 3. 我是豪放 4. 電光霹靂舞士 5. 夜夜癡纏（電影《靈氣迫人》主題曲） 6. 螳螂與我 7. 愛跳舞的少女 8. 愛的尋覓（無線電視劇《大香港》主題曲） 9. 唐吉珂德 10. 留住今天這份愛 11. 等君這一句 12. 愛情遊戲 |
| 12 | 新曲與精選    | 新曲 + 精選 | 新藝寶唱片 | 1989年8月      | 曲目 1. 歲月無聲 2. 路黑山高錫人夜 3. 週末舞曲 4. 亂 5. 擊倒 6. 深宵三點 7. 濃裝舞台 8. 沒哭聲的女子 9. 迷亂 10. 抹去界限線 |
| 13 | 畢生難忘      | 大碟        | 世紀唱片   | 1990年3月      | 曲目 1. 相識相逢相愛過 2. 一晚 3. 總是無緣 4. 都市公式 5. 光陰流轉 6. 畢生難忘 7. 再見纏綿 8. 浮生舞台 9. 人間樂園 10. 簾捲西風 |
| 14 | 真經典        | 精選        | 環球唱片   | 2001年11月20日 | 曲目 1. 簾捲西風 2. 勁舞Dancing Queen 3. Miracle（張國榮合唱） 4. 一晚 5. 眼看手勿動 6. 深宵三點 7. 沒哭聲的女子 8. 歲月無聲 9. 路黑山高錫人夜 10. 週末舞曲 11. 相識相逢相愛過 12. Girl Friend 13. 濃裝舞台 14. 搖擺我Rock Me 15. 亂 16. 畢生難忘 |
| 15 | 呈獻          | 大碟        | 豐華唱片   | 2003年8月22日  | 曲目 1. 前世約定 2. 分分鐘需要你（江華合唱） 3. 簾捲西風 4. 哭泣遊戲（韋家晴獨白） 5. 原來你什麼都不要 6. 今生不再 7. 新不了情 8. 低等動物 9. 滿身傷痕 10. 路黑山高錫人夜 |

### 曾參與之演唱会
- 1984年：珠海麥潔文個人演唱會
- 1985年：麥潔文魅幻演唱會（香港紅館）
- 1988年：麥潔文廣州演唱會
- 2010年：《金曲娛樂真经典演唱会》（香港紅館)
- 2011年：麥潔文演唱會2011（香港大會堂）
- 2013年：畢生難忘麥潔文演唱會2013（香港文化中心）
- 2015年：《顧嘉煇榮休盛典演唱会》（廣州站、澳門站）
- 2015年：靚聲大使麥潔文演唱會（元朗劇院）
- 2016年：《歌詞大師盧國沾作品演唱會》（香港紅館）
- 2022年：《羅文20傳承·全城紀念演唱會》（香港紅館）

### 派台歌曲成績
| 派台歌曲四台上榜最高位置 | 派台歌曲四台上榜最高位置 | 派台歌曲四台上榜最高位置 | 派台歌曲四台上榜最高位置 | 派台歌曲四台上榜最高位置 | 派台歌曲四台上榜最高位置 | 派台歌曲四台上榜最高位置 |
| ------------------------ | ------------------------ | ------------------------ | ------------------------ | ------------------------ | ------------------------ | ------------------------ |
| 唱片                     | 歌曲                     | 903                      | RTHK                     | 997                      | TVB                      | 備註                     |
| 1984年                   |                          |                          |                          |                          |                          |                          |
| 江湖浪子                 | 愛跳舞的少女             |                          | (1)                      |                          |                          |                          |
| 江湖浪子                 | 電光霹靂舞士             |                          | 4                        |                          |                          |                          |
| 1986年                   |                          |                          |                          |                          |                          |                          |
| 麥潔文                   | 路黑山高錫人夜           |                          | /                        |                          | 2                        |                          |
| 麥潔文                   | 勁舞Dancing Queen        |                          | 2                        |                          | (1)                      |                          |
| 1987年                   |                          |                          |                          |                          |                          |                          |
| 麥潔文                   | 蠍色心臟                 |                          | /                        |                          | /                        |                          |
| Come On Rock             | 沒哭聲的女子             |                          | /                        |                          | /                        |                          |
| Come On Rock             | 搖擺我Rock Me            |                          | /                        |                          | 3                        |                          |
| Come On Rock             | 眼看手勿動               |                          | 6                        |                          | 2                        |                          |
| 1988年                   |                          |                          |                          |                          |                          |                          |
| Come On Rock             | 抹去界限線               | 6                        | /                        |                          | 8                        |                          |
| Kitman Remix             | 點解要走                 | 11                       | /                        |                          | /                        |                          |
| 迷亂                     | Girl Friend              | 5                        | 9                        |                          | /                        |                          |
| 迷亂                     | 迷亂                     | 17                       | /                        |                          | /                        |                          |
| 1989年                   |                          |                          |                          |                          |                          |                          |
| 新曲與精選               | 歲月無聲                 | 1                        | /                        |                          | 3                        |                          |
| 1990年                   |                          |                          |                          |                          |                          |                          |
| 畢生難忘                 | 一晚                     | 8                        | /                        |                          | /                        |                          |
| 畢生難忘                 | 相識相逢相愛過           | 12                       | /                        |                          | /                        |                          |
| 遲來的愛                 | 誰不知                   | 14                       | /                        |                          | /                        | 與羅文合唱               |

| 903 | RTHK | 997 | TVB | 備註              |
| 1   | 1    | 0   | 1   | 四台冠軍歌總數：0 |

- (1) 表示兩星期冠軍

## 演出作品

### 電影
- 1984年：《靈氣迫人》（与周润发、叶倩文、黄百鸣、罗烈合演）
- 1986年：《猪仔出更》（与周海媚、黎明合演）
- 1987年：《一哥》（与任达华、苗侨伟合演）
- 1987年：《夺命佳人》（与林青霞、梁家辉合演）
- 1988年：《我在黑社会的日子》（与周润发、张耀扬合演）
- 1989年：《飞跃黄昏》（与叶童、冯宝宝合演）
- 1990年：《风雨同路》（与周星驰、陈惠敏、周慧敏合演）
- 1990年：《小心间谍》（与利智、软硬大师合演）

### 電視劇
- 1984年：香港電台電視部《陽光下的孩子》（飾演 媽媽；與楊振耀、葉峻海、李雪健、林俊賢合演）
- 1989年：亞洲電視《捉鬼大丈夫》（与劉丹合演）
- 1990年：亞洲電視《鬼做你老婆》（与歐陽珮珊、劉丹、賈思樂、莫家堯、袁潔儀、歐錦棠、邱月清合演）

### 綜藝節目
- 2000年：無綫電視 星光燦爛仁愛堂（演出）[22]
- 2001年：無綫電視 名曲滿天星（嘉賓）[23]
- 2013年：有線電視 星二代捱世界（嘉賓）
- 2023年：無綫電視 萬眾同心公益金（演出）
- 2023年：無綫電視《歡樂滿東華2023》（演出）

## 外部連結
- 麥潔文的新浪微博
- 麥潔文在香港影庫上的簡介
- 粵語流行曲黑膠唱片（页面存档备份，存于）